# Calicut
Calicut (sau Kozhikode) este un oraș de-a lungul coastei Malabar, în statul Kerala din India. Populația orașului este de aproximativ 431.560 locuitori
și cea metropolitană de peste 2 milioane de locuitori, ceea ce o face a doua cea mai mare zonă metropolitană din Kerala și a 19-a ca mărime din India. Calicut este clasificat ca oraș de nivel 2 de către Guvernul Indiei.
Este cel mai mare oraș din regiune cunoscut sub numele de Malabar și a fost capitala districtului cu același nume din epoca Britanică. În antichitate și în perioada medievală, Calicut a fost supranumit „Orașul Mirodeniilor” pentru rolul său ca principal punct comercial pentru mirodeniile indiene.  A fost capitala unui regat independent condus de Zamorini. Portul Calicutului a fost poarta de intrare către coasta medievală a Indiei de Sud pentru chinezi, perși, arabi și, în cele din urmă, pentru europeni. Conform datelor compilate de firma de cercetare economică Indicus Analytics în 2009 cu privire la locuințe, câștiguri și investiții, Calicut a fost clasat al doilea cel mai bun oraș din India pentru locuit.

## Etimologie
Numele de Calicut se presupune că provine din cuvântul calico, o varietate fină de pânză de bumbac țesută manual care a fost exportată din portul Calicutului.

## Istorie
Portul antic Tyndis, care era situat în partea de nord a orașului antic Muziris, așa cum se menționează în Periplul Mării Eritree, se afla aproape de Calicut. Locul exact este disputat. Tyndis a fost un centru major de comerț, al doilea după Muziris, între Cheras și Imperiul Roman. Plinius cel Bătrân (secolul I d.Hr.) afirmă că portul Tyndis era situat la granița de nord-vest a Keprobotos (dinastia Chera).  Regiunea Malabar de Nord, care se află la nord de portul Tyndis, a fost condusă de regatul Ezhimala în perioada Sangam. Conform Periplului Mării Eritree, o regiune cunoscută sub numele de Limyrike începea la Naura și Tyndis. Cu toate acestea, Ptolemeu îl menționează doar pe Tyndis ca punctul de plecare a regiunii Limyrike. Regiunea s-a întins probabil până la Kanyakumari și corespunde astfel aproximativ cu Coasta Malabar de astăzi. Valoarea comerțului anual al Romei cu regiunea a fost estimată la aproximativ 50.000.000 de sesterți.  Plinius cel Bătrân a menționat că Limyrike era predispusă la pirați. Cosmas Indicopleustes a menționat că Limyrike era o sursă de ardei. 
În secolul al XIV-lea, Calicut a cucerit părți mai mari din centrul Keralei după acapararea regiunii Tirunavaya de la regatul Valluvanad, care se aflau sub controlul regelui statului Perumbadappu Swaroopam (Cochin). Conducătorul din Perumpadappu a fost forțat să-și mute capitala (în c. 1405) mai la sud de la Kodungallur la Kochi. În secolul al XV-lea, statutul regatului Cochin a fost redus la un stat vasal al Calicutului, ducând astfel la ascensiunea Calicutului la nivelul de cel mai puternic regat medieval de pe coasta Malabar.  În timpul secolului al XV-lea, arta marțială indiană Kalaripayat a fost importantă în istoria Malabarului, prin războinicii notabili puthooram veettil Aromal Chekavar și sora lui Unniyarcha, care erau căpetenii ai artelor marțiale.  
Portul de la Calicut deținea poziția economică și politică principală pe coasta Keralei medievale, în timp ce Kannur, Kollam și Kochi erau porturi secundare importante din punct de vedere comercial, unde se întâlneau comercianții din diferite părți ale lumii. Calicut a fost capitala unui regat independent condus de samoothiri (Zamorini) în Evul Mediu și mai târziu capitala fostului district Malabar de sub dominația britanică. Negustorii arabi au făcut comerț cu regiunea încă din secolul al VII-lea, iar exploratorul portughez Vasco da Gama a acostat la Calicut pe 20 mai 1498, deschizând astfel o rută comercială între Europa și India. O zonă comercială și o fortăreață portugheze au supraviețuit în Calicut pentru o scurtă perioadă (1511–1525, până la căderea Calicutului). Englezii au debarcat în 1615 (construind un post comercial în 1665), urmați de francezi (în 1698) și olandezi (în 1752). În 1765, Mysore a capturat Calicutul ca parte a ocupației sale a Coastei Malabar. Calicutul, cândva un renumit centru de țesut bumbacul, a dat numele pânzei Calico.

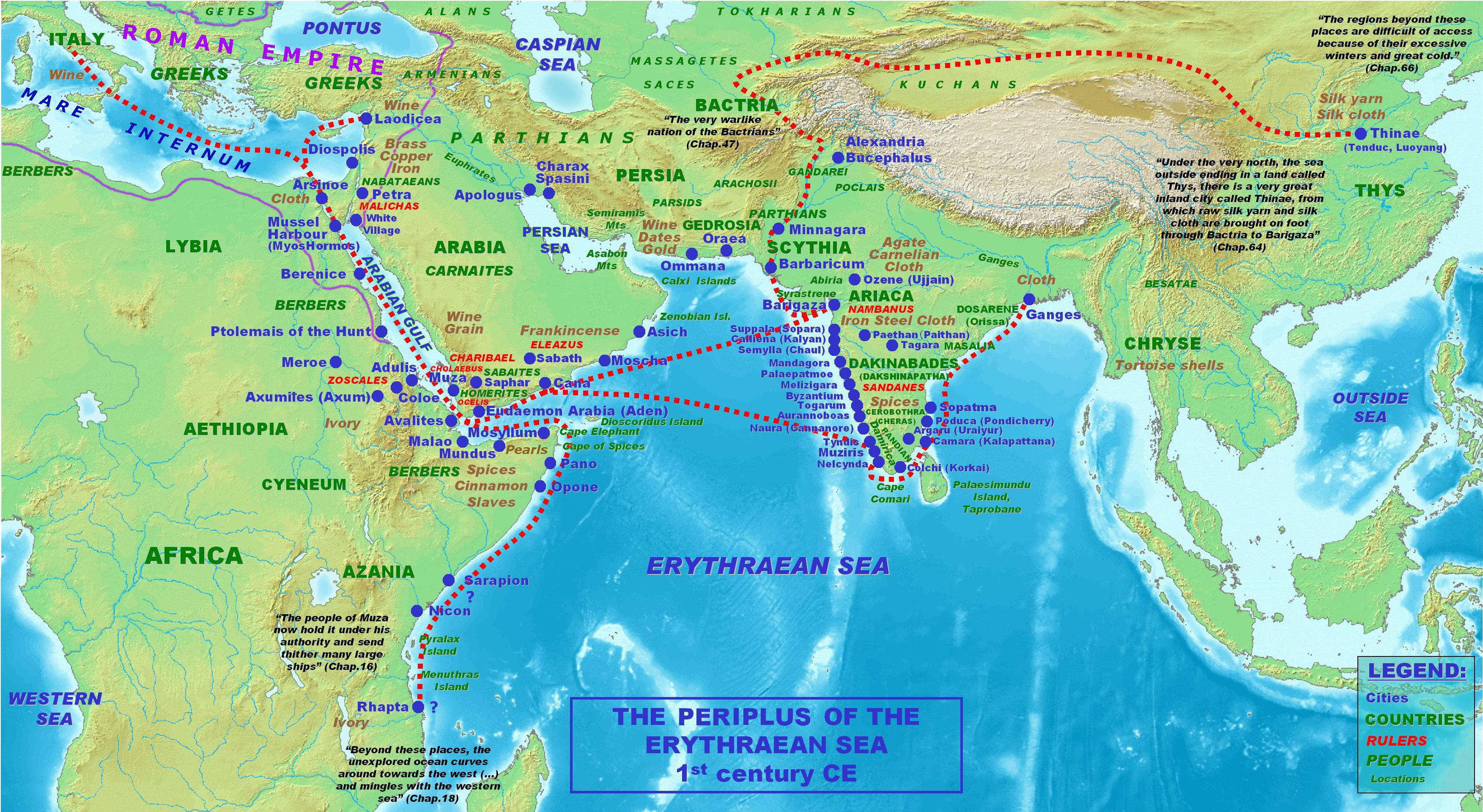
Periplul Mării Eritree (călătoriile pe mare - secolul I)